# Forrellat electrònic

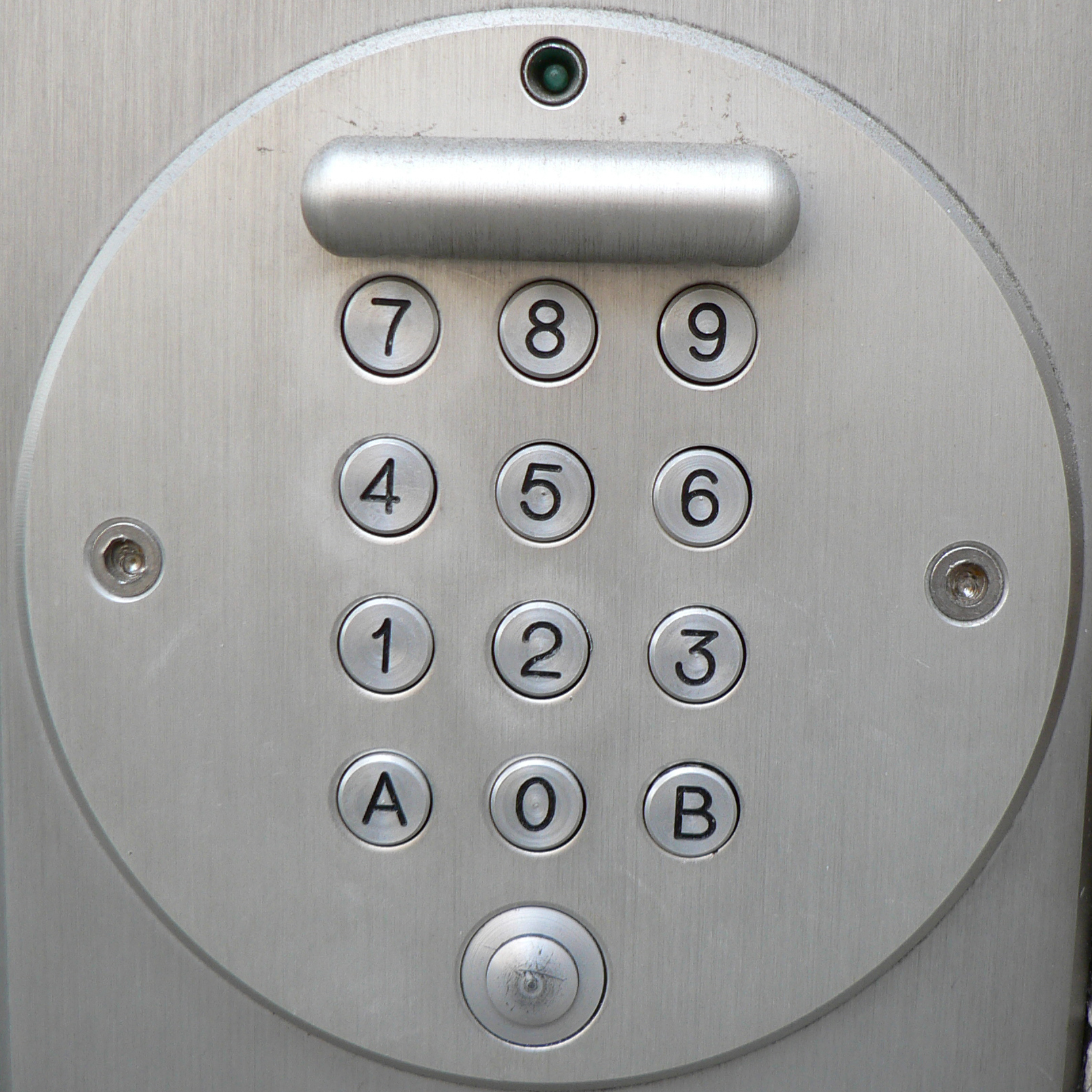
Un teclat de digicode®, a París.

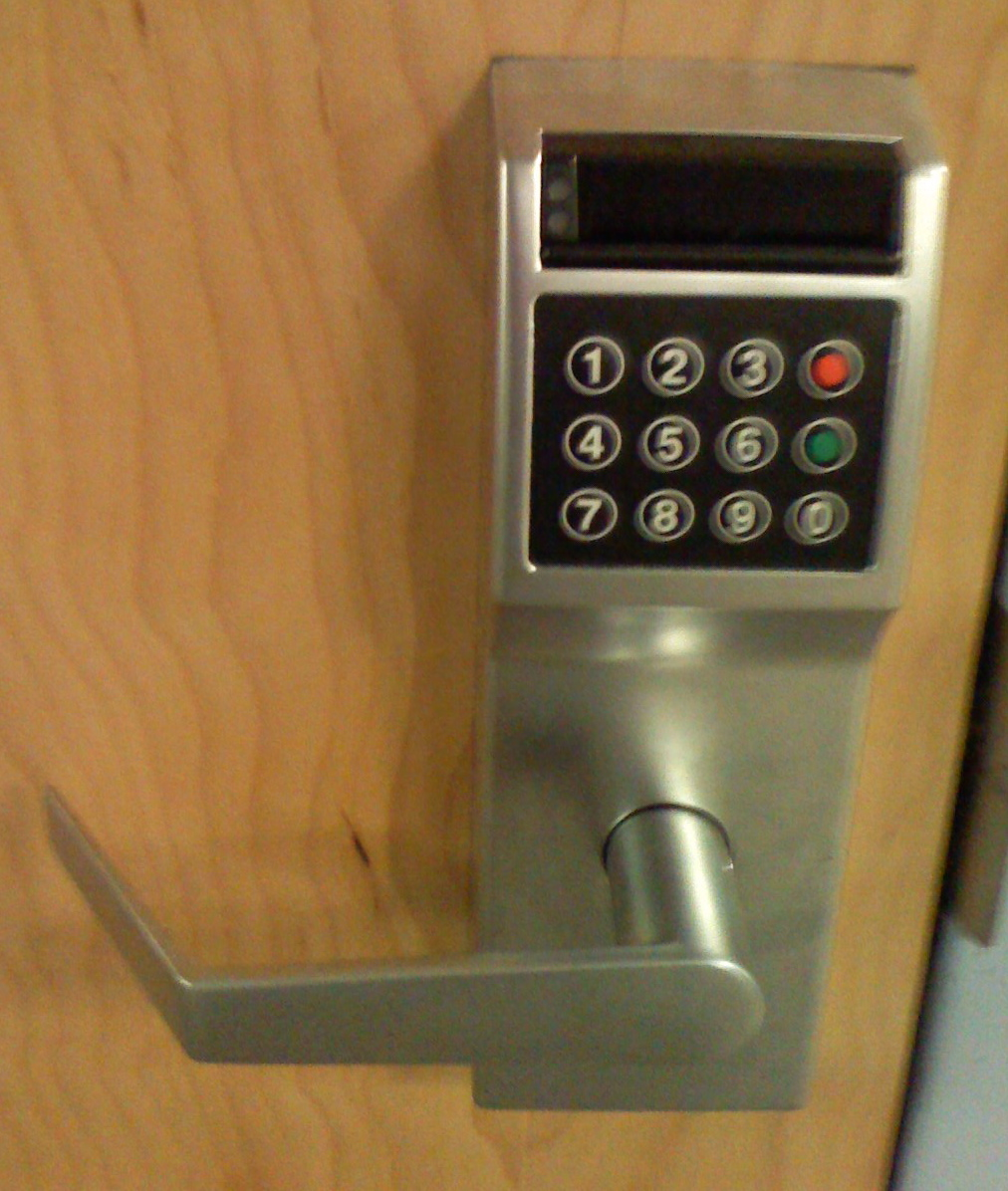
Pany electrònic

Un forrellat electrònic  o teclat de codi  és un teclat de seguretat per a teclejar un codi de seguretat, que permet obrir una porta d'un edifici.
S'utilitza en lloc de claus fent accionar un electroimant d'obertura dels forrellats de les portes a diferents llocs com ara: les portes d'accés a àrees restringides, les portes de les habitacions dels hotels, les portes dels edificis per permetre l'accés a les persones autoritzades,etc..

## A l'entrada d'un edifici
En el cas d'aplicació a l'entrada d'un edifici, serveix com a alternativa o complement al porter electrònic, es pot programar per permetre l'accés als empleats de les empreses que requereixen accés regular a l'immoble (per exemple, els conserges, els treballadors de manteniment, els empleats que verifiquen els comptadors de la companyia elèctrica, la companyia del gas, la companyia de l'aigua, etc..)

## Tipus
Hi ha diversos tipus de forrellats digitals:
- teclat codificat DK85: independent i de doble sortida, els codis s'emmagatzemen en una EPROM (Memòria ROM programable esborrable) permet una còpia de seguretat quan falla el corrent;
- Teclat codificat DK85BL : retro-il·luminat independentment amb doble sortida, els codis s'emmagatzemen en una EPROM de seguretat per quan falla el corrent;
- Teclat resistent a l'aigua DK9610;
- Caixa amb clau electrònica DK80;
- Teclat resistent al vandalisme del SU-N;
- Teclat anti-vandalisme SU2TM ;
- Teclat i lector de proximitat SU2PM.